# Mikrobiális hurok

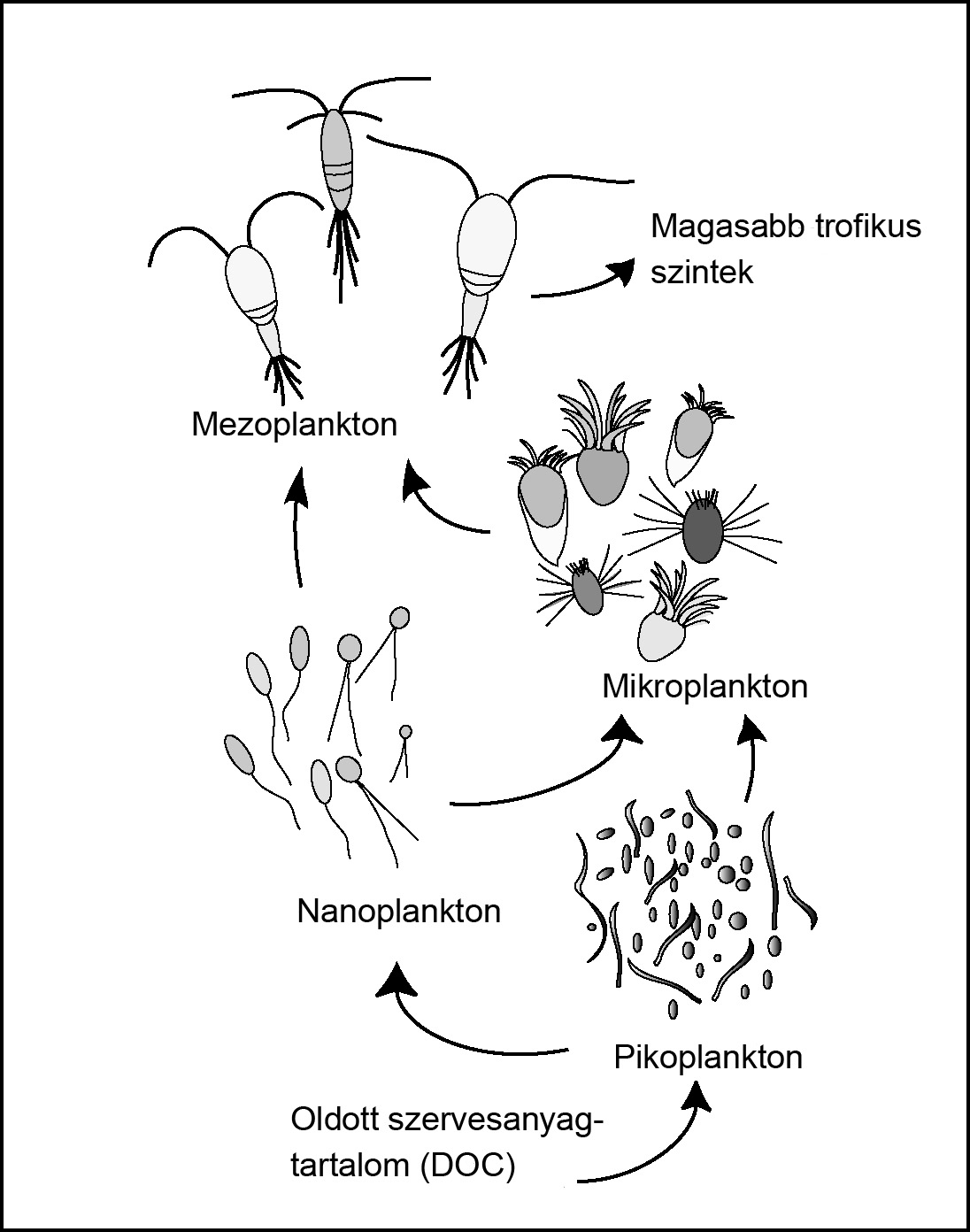

A mikrobiális hurok, vagy mikrobiális körforgás kifejezés vízi környezetben olyan anyagforgalmi hurokra utal, ahol az oldott szervesanyag-tartalom (dissolved organic carbon, DOC) baktériumok közreműködésével visszakerül a táplálékláncba. A baktériumokat általában csillós vagy ostoros egyszerű eukarióták fogyasztják, amikkel viszont nagyobb vízi élőlények (pl. apró evezőlábú rákok, édesvíz esetén kerekesférgek) táplálkoznak.
Az oldott szerves anyagok számos forrásból bekerülhetnek a vízi környezetbe; ilyenek az algasejtek által lekötött szén elszivárgása, baktériumok tengeri bakteriofágok általi lízise, vízi állatok és mikrobák anyagcsere-végtermékei. Apró szerves részecskék lebomlásából és oldódásából is DOC keletkezik. Belvizekben, tavakban, part közeli vizekben a DOC származhat szárazföldi növényekből, talajból is. Legtöbb esetben ez az oldott szerves anyagot a baktériumokon kívül más élőlények nem képesek felhasználni.
Így ennek az oldott szerves anyagnak a visszanyerése a magasabb trofikus szintek számára (pl. halak) többletenergiát jelent. Mivel a legtöbb vízi környezetben a tápláléklánc alján a mikrobák állnak, a mikrobiális hurok produkciós hatékonysága nagy hatást gyakorol a vízi környezet fontosabb folyamataira. Befolyásolja például az óceánfenékre kerülő szén mennyiségét, vagy akár a halászati vállalkozások termelékenységét.

## Története
A tengeri ökológiai kutatások hajnalán az óceáni környezetben a baktériumok szerepét minimálisnak tekintették.
A baktériumszámlálás hagyományos módszerei (mint az agaragar-táptalajt tartalmazó Petri-csészéken való kulturálás) csak kis mennyiségű baktériumot mutatott ki a tengervízből. A hagyományos szemlélet szerint az óceáni tápláléklánc alján planktonikus algák, pl. kovamoszatok vannak.
A kovamoszatok viszonylagosan nagy sejtméretük miatt fennakadtak a kutatók planktongyűjtő hálóin (hálóméret > 60 μm).  Ezeket az algákat tekintették aztán az apró rákok fő táplálékforrásának, és így az óceáni táplálékhálózat alapzatának (erre az elképzelésre néha „klasszikus (vagy herbivor) táplálékláncként” utalnak).
A nagyobb gondossággal, újonnan kifejlesztett módszerekkel és technológiával végzett kutatások elvezettek annak felismeréséhez, hogy a tengeri baktériumok nagyobb fontosságot játszanak az óceán élővilágában. A baktériumok fluoreszcens festékkel való színezése (epifluoreszcens mikroszkópia) és a sejtek igen apró lyukú szűrőn összegyűjtése a tengervíz baktériumkoncentrációjának újraértékeléséhez vezetett, a becsült nagyságrend 1 millió egyed / milliliter (1 milliárd per liter). További tanulmányok igazolták, hogy a nagyobb méretű élőlények kiszűrésével kapott tengervíz respirációs rátája magas marad, ami igen aktív és dinamikus mikrobiális életközösségek működésére utal.
1974-ben Larry Pomeroy a BioScience-ben megtermékenyítő hatású esszét publikált „Az óceáni tápláléklánc, egy változó paradigma” (The Ocean’s Food Web, A Changing Paradigm) címmel, ami kiemelte a mikrobák kulcsszerepét a világtenger élőanyag-termelésében.  Bár a cikket szkeptikusan fogadták, hamarosan további, Pomeroy elméletét alátámasztó bizonyítékok láttak napvilágot. Az 1980-as évek elején a vezető óceánkutatók összeültek, hogy megtárgyalják az elméletet, és a mikrobiális táplálékláncot. A bizottság megbeszéléseinek összefoglalását 1983-ban adták ki a Marine Ecology Progress Series c. kiadványban, „A vízoszlop-mikrobák ökológiai szerepe a tengerben” (The Ecological Role of Water Column Microbes in the Sea) címmel. Ebben a tanulmányban jelent meg először a „mikrobiális hurok” kifejezés, valamint annak kifejtése, hogy a baktériumfogyasztó protiszták a fitoplanktonokkal azonos mérettartományban vannak, így valószínűleg a planktonevő rákok étrendjének fontos részét képezik. Azóta egyre több bizonyíték támasztja alá, hogy az evezőlábú rákok kimondottan szelektíven fogyasztanak egyes baktériumevő protisztákat.
A mikrobiális hurok felfedezése óta elterjedt az ostorosok mennyiségi vizsgálata, kedvelt kutatási téma lett a mikrobális táplálékhálózatok szerkezeti vizsgálata.
Tudományos viták tárgyát képezte, hogy a mikrobiális hurok szerepe inkább nyelő (disszimilatív) vagy kapcsoló (a metazooplankton felé történő energiatranszfer) jellegű. A kutatások előrehaladtával a kép kitisztult, sok új útvonalat feltártak és a mikrobiális hurok a mikrobiális táplálékhálózat részévé vált. Az élőlény-élőlény kapcsolatokat tartalmazó (ún. újracsomagoló) útvonalak vizsgálatával kiderült, hogy az összes heterotróf egysejtűcsoport, köztük az ostorosok is, közvetlenül részt vesznek a fitoplankton legelésében, és ez maga is fontos DOM-forrás (az elfogyasztott szén csaknem egyharmada felszabadulhat DOM alakjában); az is kiderült, hogy a baktériumokat a mixotróf szervezetek (fagotróf  algák, másodlagos endoszimbionta protozoonok) is legelik. A visszanyerő útvonalakkal kapcsolatos legfontosabb felfedezés, hogy a protozoonok, az ostorosokat is beleértve, képesek az oldott szerves anyagok közvetlen felvételére.

## Lásd még
- Biológiai pumpa
- Plankton

## Fordítás
- Ez a szócikk részben vagy egészben a Microbial loop című angol Wikipédia-szócikk ezen változatának fordításán alapul.  Az eredeti cikk szerkesztőit annak laptörténete sorolja fel. Ez a jelzés csupán a megfogalmazás eredetét és a szerzői jogokat jelzi, nem szolgál a cikkben szereplő információk forrásmegjelöléseként.